# 坂井市立春江中学校
坂井市立春江中学校（さかいしりつ はるえちゅうがっこう）は、福井県坂井市春江町江留中にある市立の中学校。略称は、春中（はるちゅう）。

## 沿革
- 1947年（昭和22年）5月1日 - 学制改革により、春江東・春江西・春江南の四小学校に併設する形で、春江町春江中学校として創設。
- 1948年（昭和23年）6月28日 - 福井地震により全校舎倒壊。
- 1963年（昭和38年）12月11日 - 新・統合校舎落成。
- 1963年（昭和38年）12月12日 - 校歌（作詞: 熊谷太三郎、作曲: 望月敬明）完成。
- 1964年（昭和39年）12月30日 - 校門完成。
- 1976年（昭和51年）4月8日 - 米飯給食開始。
- 2006年（平成18年）3月20日 - 市町村合併による坂井市の誕生に伴い、坂井市立春江中学校と改称。
- 2013年（平成25年）3月31日 - 新・体育館及び自転車置き場が完成。東・南校舎の耐震化改修完了。
- 2013年（平成25年）4月1日 - 放送部とパソコン部が統合、情報部発足。

## 生徒会活動
- 生徒会執行部
- 代議員会
- 生活委員会
- 文化委員会
- 交通委員会
- 整美委員会
- 図書委員会
- 保健委員会
- 体育委員会
- 給食委員会
- JRC委員会

## 部活動
運動部
- 男子テニス部
- 女子テニス部
- 男子バレーボール部
- 女子バレーボール部
- サッカー部
- 野球部
- ソフトボール部
- 陸上部
- 柔道部（相撲部）
- 剣道部
- 男子バスケットボール部
- 女子バスケットボール部
- 男子卓球部
- 女子卓球部
- 男子バドミントン部
- 女子バドミントン部
- 水泳部

文化部
- 文芸部
- 美術部
- 吹奏楽部
- 合唱部
- 書道部
- 茶道部
- 情報部
- 科学部

## 学区
- 坂井市春江町全域

## 歴代校長
- 五十川規矩 - 初代校長（昭和22年5月1日 - 昭和24年3月31日）
- 中空清三郎 - 2代校長（昭和24年4月1日 - 昭和27年3月31日）
- 下田重孝 - 3代校長（昭和27年4月1日 - 昭和31年3月31日）
- 竹川傳好 - 4代校長（昭和31年4月1日 - 昭和33年3月31日）
- 生田篤治 - 5代校長（昭和33年4月1日 - 昭和34年3月31日）
- 矢尾善右ヱ門 - 6代校長（昭和34年4月1日 - 昭和40年3月31日）
- 伊戸薫 - 7代校長（昭和40年4月1日 - 昭和44年3月31日）
- 堂庭輝 - 8代校長（昭和44年4月1日 - 昭和49年3月31日）
- 瓜生憲昭 - 9代校長（昭和49年4月1日 - 昭和51年3月31日）
- 中林豊 - 10代校長（昭和51年4月1日 - 昭和54年3月31日）
- 山岸嘉三 - 11代校長（昭和54年4月1日 - 昭和57年3月31日）
- 山田正末 - 12代校長（昭和57年4月1日 - 昭和59年3月31日）
- 多田義尹 - 13代校長（昭和59年4月1日 - 昭和61年3月31日）
- 松浦豊 - 14代校長（昭和61年4月1日 - 平成元年3月31日）
- 新谷秀男 - 15代校長（平成元年4月1日 - 平成3年3月31日）
- 高田星 - 16代校長（平成3年4月1日 - 平成5年3月31日）
- 西田英夫 - 17代校長（平成5年4月1日 - 平成7年3月31日）
- 酒井隆平 - 18代校長（平成7年4月1日 - 平成9年3月31日）
- 成瀬幸雄 - 19代校長（平成9年4月1日 - 平成12年3月31日）
- 坪田健夫 - 20代校長（平成12年4月1日 - 平成15年3月31日）
- 山本藤則 - 21代校長（平成15年4月1日 - 平成19年3月31日）
- 林清一郎 - 22代校長（平成19年4月1日 - 平成22年3月31日）
- 日芳達也 - 23代校長（平成22年4月1日 - 平成26年3月31日）
- 佐藤裕二 - 24代校長（平成26年4月1日 - ）

## 学校だより
- Shuttle（学校通信） - 不定期（大きなイベントの前後など）に発行。
- 保健だより - 保健委員会が製作。ほぼ月1回発行。
- 図書館だより - 図書委員会が製作。ほぼ月1回発行。
- 給食だより - 給食委員会が製作。ほぼ月1回発行。
- 子育てだより - PTA子育て委員会が製作。不定期に発行。
- 春中だより - PTA広報委員会が製作。学期に1回発行。

## 学校周辺
- 坂井市文化の森
- 福井空港
- ショッピングプラザ アミ
- 福井県児童科学館
- 福井県運転者教育センター

## アクセス
- 京福バス
  - 28 運転者教育センター線「エンゼルランド」下車。

## 出身者
- 黒田有紀 - 元シンガーソングライター
- 蛇澤敦 - 野球選手（石川ミリオンスターズ）
- 高橋愛 - 元モーニング娘。のリーダー
- 清水康彦 - 映像クリエイター
- 多田真陽 - サッカー選手 (FCボンボネーラ岐阜)
- カズ - YouTuber (UUUM)